# Laimutis Adomaitis
Laimutis Adomaitis (* 7. September 1986) ist ein litauischer Ringer. Er gewann bei der Europameisterschaft 2005 eine Bronzemedaille im griechisch-römischen Stil im Mittelgewicht.

## Werdegang
Laimutis Adomaitis begann als Jugendlicher 1997 mit dem Ringen. Er spezialisierte sich dabei auf den griechisch-römischen Stil. Der untersetzte Sportler wuchs im Laufe seiner Karriere vom Leichtgewicht über das Weltergewicht in das Mittelgewicht hinein. Er gehört dem Sportclub LOSC Vilnius an. Seine Trainer waren bzw. sind Wladimit Audickas, Ruslan Wartanow und Grigori Kasovski. Er studierte Sport und wird von der litauischen Armee unterstützt. Er ist auch in Deutschland gut bekannt, weil er seit mehreren Jahren bei Vereinen in der deutschen Bundesliga kämpft. Ab der Saison 2013/14 steht er für den AC Lichtenfels auf der Matte.
Seine internationale Karriere begann Laimutis Adomaitis noch im Juniorenalter. 2002 belegte er bei der Junioren-Europameisterschaft (Cadets) in Odessa in der Gewichtsklasse bis 69 kg den 14. Platz. Bereits ein Jahr später, 2003, gewann er seine erste Medaille bei einer internationalen Meisterschaft. Er kam bei der Junioren-Europameisterschaft (Cadets) in Odessa hinter Akaki Lochadse aus Georgien auf den 2. Platz. Als Junior wurde er im Jahre 2004 auch schon bei den Senioren eingesetzt. Er kam dabei bei einem Olympia-Qualifikations-Turnier in Taschkent im Weltergewicht auf den 12. Platz. Bei der Europameisterschaft in Haparanda unterlag er u. a. auch gegen Max Schwindt aus Deutschland und erreichte den 23. Platz.
Als Neunzehnjähriger überraschte Laimutis Adomaitis die internationale Ringerfachwelt, als er bei der Europameisterschaft in Warna im Mittelgewicht eine Bronzemedaille gewann. Auf dem Weg zu diesem Erfolg besiegte er mit Melonin Noumonvi aus Frankreich, Alim Selimow aus Weißrussland und Neven Žugaj aus Kroatien drei Weltklasseringer. In den folgenden Jahren konnte er nicht mehr an diesen Erfolg anknüpfen. Es waren aber meist renommierte Ringer, die ihn bei den Welt- und Europameisterschaften aus dem Rennen warfen. Genannte seien beispielhaft Alexei Mischin aus Russland, Hassan Saman Tahmasebi aus dem Iran, Cenk İldem aus der Türkei, Zoltán Fodor aus Ungarn und Jan Fischer aus Deutschland.
2012 erreichte er bei der Europameisterschaft in Belgrad im Mittelgewicht mit einem 5. Platz noch einmal eine herausragende Platzierung. Die Qualifikation für die Olympischen Spiele gelang ihm jedoch nie. Er ist auch mehrfacher litauischer Meister.

## Internationale Erfolge
| Jahr | Platz | Wettbewerb                               | Gewichtsklasse | Ergebnisse |
| 2002 | 14.   | Junioren-EM (Cadets) in Odessa           | bis 69 kg      | Sieger: Tamerlan Chaschumow, Russland vor Turgay Gusseinow, Aserbaidschan |
| 2003 | 2.    | Junioren-EM (Cadets) in Rostow am Don    | bis 76 kg      | hinter Akaki Lochadse, Georgien, vor Richard Dajka, Ungarn und Artur Schahinjan, Armenien |
| 2004 | 12.   | Olympia-Qualif.-Turnier in Taschkent     | Welter         | Sieger: Tamás Berzicza, Ungarn vor Danijar Kobonow, Kirgisistan |
| 2004 | 23.   | EM in Haparanda                          | Welter         | nach Niederlagen gegen Max Schwindt, Deutschland und Mowses Karapetjan, Armenien |
| 2004 | 7.    | Junioren-EM in Murska Sobota             | Welter         | Sieger: Mark Overgaard Madsen, Dänemark vor Nikolai Daragan, Ukraine |
| 2005 | 3.    | EM in Warna                              | Mittel         | nach Siegen über Melonin Noumonvi, Frankreich und Alim Selimow, Weißrussland, einer Niederlage gegen Nikola Stojanow, Bulgarien, einem Sieg über Neven Žugaj, Kroatien und einer Niederlage gegen Serkan Özden, Türkei |
| 2006 | 13.   | EM in Moskau                             | Mittel         | nach einem Sieg über Marian Michalik, Slowakei und einer Niederlage gegen Alexei Mischin, Russland |
| 2006 | 3.    | Universitäten-WM in Ulan-Bator           | Mittel         | hinter Hassan Saman Tahmasebi, Iran und Charles Betts, USA |
| 2006 | 10.   | WM in Guangzhou                          | Mittel         | nach einem Sieg über Graham Keitani, Micronesien und einer Niederlage gegen Shingo Matsumoto, Japan |
| 2007 | 44.   | WM in Baku                               | Mittel         | nach einer Niederlage gegen Zoltan Fodor, Ungarn |
| 2008 | 20.   | Olympia-Qualif.-Turnier in Rom           | Mittel         | Sieger: Melonin Noumonvi vor Andrei Samochin |
| 2008 | 3.    | Olympia-Qualif.-Turnier in Novi Sad      | Mittel         | hinter Schalwa Gadabadse, Aserbaidschan und Attila Bátky, Slowakei |
| 2010 | 14.   | EM in Baku                               | Mittel         | nach einer Niederlage gegen Jan Fischer, Deutschland |
| 2010 | 10.   | WM in Moskau                             | Mittel         | nach Siegen über Christian Mosquero, Kolumbien und Jan Fischer und einer Niederlage gegen Nenad Žugaj, Kroatien |
| 2011 | 17.   | EM in Dortmund                           | Mittel         | nach einer Niederlage gegen Jim Eric Pettersson, Schweden |
| 2011 | 19.   | WM in Istanbul                           | Mittel         | nach einem Sieg über Viktor Lörincz, Ungarn und einer Niederlage gegen Eerik Aps, Estland |
| 2012 | 5.    | EM in Belgrad                            | Mittel         | nach Siegen über Petar Balo, Serbien, Thomas Suppinger, Schweiz und Hassan Saman Tahmasebi, Aserbaidschan und Niederlagen gegen Frederik Isaksen, Norwegen und Schan Belenjuk, Ukraine                                 |
| 2013 | 8.    | Großer Preis von Deutschland in Dortmund | Mittel         | Sieger: Viktor Lörincz vor Wiktor Sasunowski, Weißrussland |

## Erläuterungen
- alle Wettbewerbe im griechisch-römischen Stil
- WM = Weltmeisterschaft, EM = Europameisterschaft
- Leichtgewicht, Gewichtsklasse bis 66 kg, Weltergewicht, bis 74 kg und Mittelgewicht, bis 84 kg Körpergewicht